# Bleddyn Williams
Bleddyn Williams MBE (* 22. Februar 1923 in Taff’s Well, Glamorgan, Wales; † 6. Juli 2009 in Cardiff, Wales) war ein walisischer Rugby-Union-Spieler und als „Prince of Centres“ bekannt.
Williams begann mit dem Rugbysport bereits in der Schule. 1937 erhielt er an der Rydal School in Colwyn Bay ein Sportstipendium. Er war in der Saison 1938/39 für Cardiff Athletic aktiv, damals auf der Position des Verbinders. Nach dieser Spielzeit war er mit der Royal Air Force im Kriegseinsatz als Pilot. Nach dem Ende des Krieges schloss er sich dem Cardiff RFC an.
Am 18. Januar 1947 gab Williams sein Debüt für die walisische Nationalmannschaft gegen England. Es folgten 21 weitere Einsätze, darunter fünf als Kapitän. 1950 wurde er für die Australasien-Tour der British and Irish Lions nominiert und fungierte dort als Vizekapitän. Er kam in fünf Testspielen zum Einsatz und legte gegen Australien einen Versuch. Das erfolgreichste Jahr seiner Karriere folgte 1953. Ihm gelang es als Kapitän mit Cardiff und der walisischen Nationalmannschaft jeweils die neuseeländischen All Blacks zu schlagen. Bis heute ist dies der letzte Erfolg der Waliser gegen Neuseeland.
Im Jahr 1955 beendete Williams seine Karriere, Gegner war wie bei seinem Debüt England. Er hält in Cardiff den Vereinsrekord für gelegte Versuche. Ihm gelang es, in einer Saison 41 Versuche zu legen, insgesamt kam er in seiner Laufbahn auf 185. Er ist einer von acht Brüdern, die für den Verein aktiv waren. Im Jahr 2005 wurde er zum Member of the British Empire ernannt.
Am 6. Juli 2009 starb Williams nach langer Krankheit in Cardiff. Er hinterlässt einen Sohn, zwei Töchter und vier Enkelkinder.